# Meister der hageren Alten
Als Meister der hageren Alten wird ein venezianischer Bildhauer bezeichnet, der in der Zeit des Übergangs von der Renaissance zum Barock mehrere Bronzestatuetten mit Darstellungen von hageren nackten alten Männern geschaffen hat. Die Figuren zeichnen sich durch eine anatomisch exakte Wiedergabe der Muskulatur aus. Was die Figuren genau darstellen, ist nicht sicher bekannt, ähnliche Arbeiten wurden unterschiedlich als Flussgötter oder alttestamentliche Figuren interpretiert.
Der namentlich nicht bekannte Künstler wird dem Kreis um den bis 1608 in Venedig lebenden Bildhauer Alessandro Vittoria zugerechnet. Auch dieser hatte Figuren geschaffen, die ältere Männer ästhetisch und kunstvoll darstellen wollen. Das Motiv könnte als eine Ehrung des Alters verstanden werden, in der Republik Venedig waren Regierungsgremien oft mit einer Anzahl älterer Männer besetzt.
Der von dem Kunsthistoriker Leo Planiscig vorgeschlagene Notname des Meisters der hageren Alten und sein Werkkatalog bleiben umstritten.